# Garlitos
Garlitos è un comune spagnolo situato nella comunità autonoma dell'Estremadura.